# Брадфорд (округ, Пенсильвания)
Брадфорд (англ. Bradford County) — округ в штате Пенсильвания, США. Официально образован 21 февраля 1810 года. По состоянию на 2010 год, численность населения составляла 62 622 человек.

## География
По данным Бюро переписи США, общая площадь округа равняется 3 006,993 км2, из которых 2 981,093 км2 суша и 25,900 км2 или 0,890 % это водоёмы.

## Население
По данным переписи населения 2000 года в округе проживает 62 761 жителей в составе 24 453 домашних хозяйств и 17 312 семей. Плотность населения составляет 21,00 человек на км2. На территории округа насчитывается 28 664 жилых строений, при плотности застройки около 10,00-ти строений на км2. Расовый состав населения: белые — 97,94 %, афроамериканцы — 0,40 %, коренные американцы (индейцы) — 0,31 %, азиаты — 0,45 %, гавайцы — 0,01 %, представители других рас — 0,19 %, представители двух или более рас — 0,69 %. Испаноязычные составляли 0,63 % населения независимо от расы.
В составе 31,80 % из общего числа домашних хозяйств проживают дети в возрасте до 18 лет, 57,40 % домашних хозяйств представляют собой супружеские пары проживающие вместе, 8,90 % домашних хозяйств представляют собой одиноких женщин без супруга, 29,20 % домашних хозяйств не имеют отношения к семьям, 24,70 % домашних хозяйств состоят из одного человека, 11,50 % домашних хозяйств состоят из престарелых (65 лет и старше), проживающих в одиночестве. Средний размер домашнего хозяйства составляет 2,52 человека, и средний размер семьи 2,99 человека.
Возрастной состав округа: 25,50 % моложе 18 лет, 6,80 % от 18 до 24, 27,20 % от 25 до 44, 24,70 % от 45 до 64 и 24,70 % от 65 и старше. Средний возраст жителя округа 39 лет. На каждые 100 женщин приходится 95,10 мужчин. На каждые 100 женщин старше 18 лет приходится 92,10 мужчин.